# Saint-Nicolas (Pas-de-Calais)
Saint-Nicolas é uma comuna francesa na região administrativa de Altos da França, no departamento de Pas-de-Calais. Estende-se por uma área de 3,2 km².